# Johann Georg von Syberg
Johann Georg von Syberg (* vor 1620; † 9. Dezember 1679), Herr zu Wischelingen, erlangte 1637 während des Dreißigjährigen Krieges für 700 Taler das Drostenamt zu Blankenstein, heute Hattingen.

## Leben
Von 1637 bis 1647 lebte er auf Burg Blankenstein, dann in Haus Kemnade. Da der Zerfall der Burg drohte und sie militärisch nutzlos geworden war, beantragte er im Jahr 1662 beim Kurfürsten Friedrich Wilhelm von Brandenburg deren Abbruch. Der Richter des Gerichtes Hattingen-Blankenstein, Kaspar Dornseiffen, deckte Unordnungen und Geldhinterziehungen des Drosten im beachtlichen Ausmaß auf. Dass dieser sich am Abbruch der Burg, die er von Amts wegen zu erhalten hatte, bereicherte, erregte zusätzlich den Unwillen von Teilen der Bevölkerung.
Johann Diedrich von Syberg der auf Haus Kliff saß, war sein Bruder. Durch seine Ehe mit Sybilla Arnolda von der Recke (1622–1660), die Johann Georg 1639 geheiratet hatte, kam er 1647 in den Besitz von Haus Kemnade und Stiepel. Sie schenkte ihm siebzehn Kinder und starb bei der letzten Geburt im Kindbett. Sein zweiter Sohn Friedrich Matthias von Syberg erbte die Besitztümer in Stiepel, die beiden jüngeren Söhne Dietrich Wilhelm Abraham von Syberg Haus Wischlingen und Johann Adolf von Syberg Marten, als der Prozess um das Erbe im Herbst 1690 beendet war.
Der Richter entschied 1690, dass „das Haus Kemnade, die Herrlichkeit Stiepel, der Hoff Stiepel mit der adeligen Bauwet, Wiesen, Weiden, Mühlen und Gehölz mit allen lehnszugehörigen Stücken nicht dividieret, zerrissen oder versplissen werden, sondern dem Erstgeborenen in der Erblinie ganz verbleiben und die übrigen, sowohl Söhne als Töchter, auf andere Weise abgegütet werden sollten.“